# Tokugawa Munetake

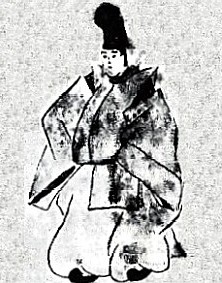
Tokugawa Munetaka

Tokugawa Munetake (japanisch 徳川 宗武, auch Tayasu Munetake, 田安 宗武; * 1715; † 1771) war ein japanischer Samurai, Waka-Dichter und
Kokugaku-Gelehrter.

## Leben und Wirken
Tokugawa war ein Sohn des Shōgun Tokugawa Yoshimune und erstes Oberhaupt des Tayasu-Zweiges der Tokugawa-Familie. Er war ein Anhänger und Gelehrter des traditionsbetonten Kokugaku (Nationale Schule) und befasste sich im Gefolge des Kamo no Mabuchi mit der ältesten japanischen Gedichtsammlung Man’yōshū. Er verfasste selbst über 300 Waka-Gedichte im traditionellen Stil und galt als bedeutender Förderer der Literatur. Seine wichtigste Publikation ist „Amorigoto“ (天降言) – etwa „Worte, die vom Himmel fallen“.
Einer der Söhne Tokugawas war der Politiker und Reformer Matsudaira Sadanobu (1759–1829).